# Musée d’Angoulême

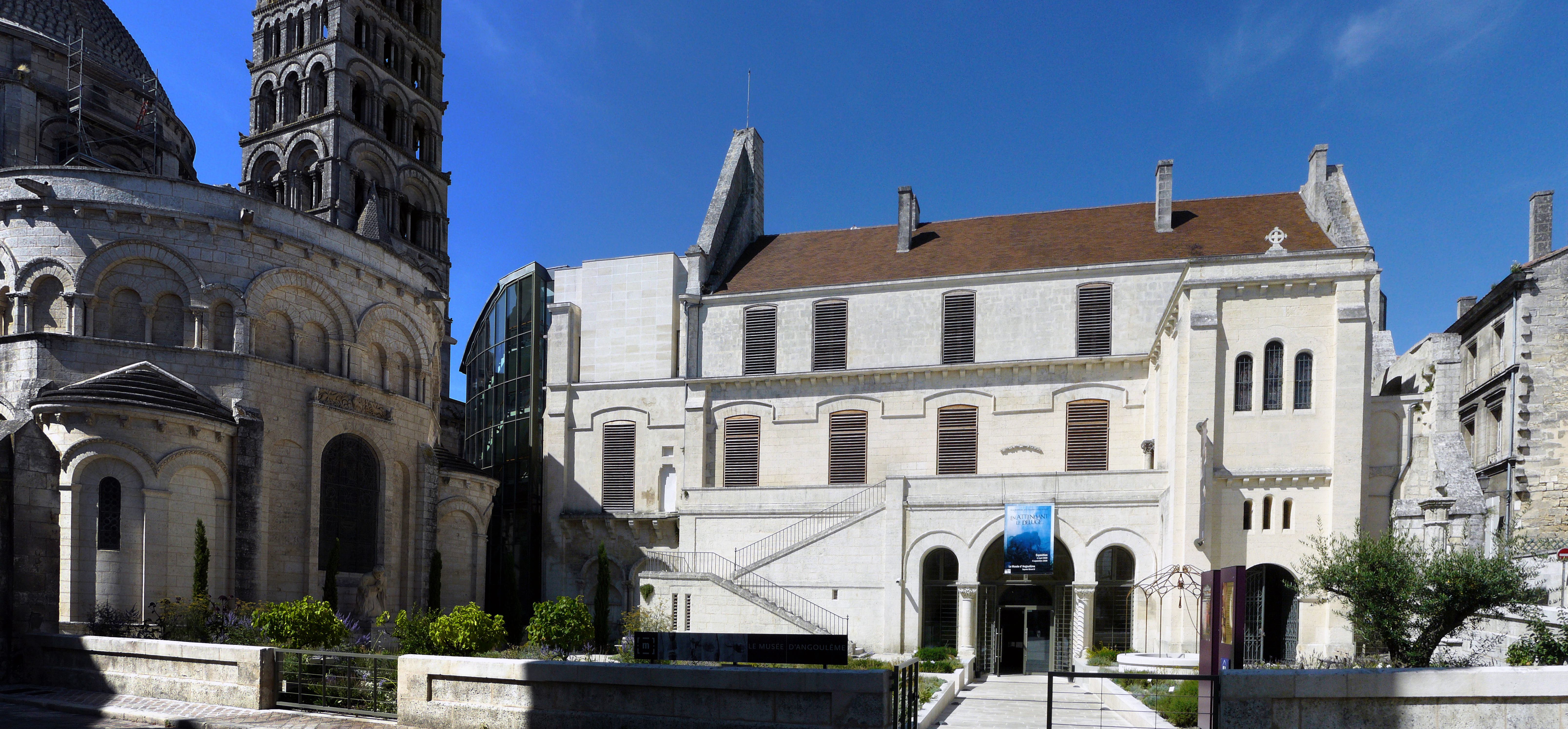
Kathedrale und Musée d’Angoulême

Das Musée d’Angoulême (früher: Musée des Beaux-Arts d’Angoulême) ist eines der wichtigsten Museen der Stadt Angoulême und des Départements Charente. Es wurde im Jahr 2002 vom französischen Kultusminister mit dem Status Musée de France ausgezeichnet.

## Lage und Geschichte
Das Museum befindet sich im ehemaligen bischöflichen Palais (Palais épiscopal) inmitten der auf einer Anhöhe gelegenen Altstadt unmittelbar hinter der Kathedrale von Angoulême. Nach der Vorstufe einer kleinen städtischen Sammlung im Rathaus eröffnete es seine Pforten im Jahr 1920 an der heutigen Stelle. In den Jahren 2005 bis 2008 fand eine Komplettrestaurierung der Ausstellungsräume und eine Neugruppierung der Exponate statt.

## Gliederung
Die drei Geschosse des Museums widmen sich der
- Paläontologie und Archäologie (EG)
- Völkerkunde (1. OG)
- Kunst des 19. und 20. Jahrhunderts (2. OG)

## Exponate
Erdgeschoss
Zu den wichtigsten Exponaten im Erdgeschoss des Museums gehören die Teil-Nachbauten der jungsteinzeitlichen Dolmen La Petite Pérotte und Jacquille bei Fontenille, die Krüge, Vasen und Schalen aus einem bronzezeitlichen Grab bei La Rochette und der keltische Prunkhelm von Agris.

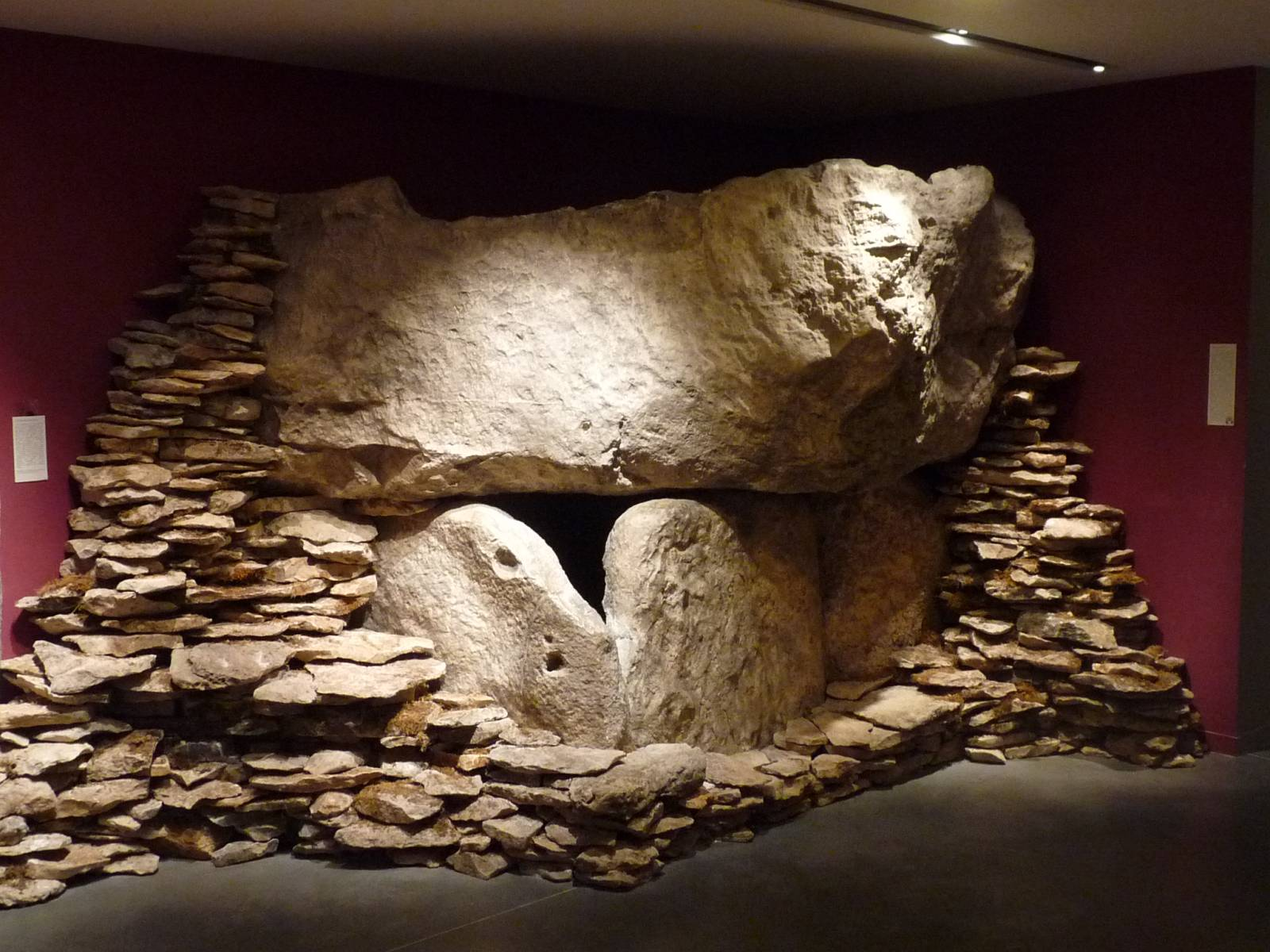
Dolmen La Petite Pérotte
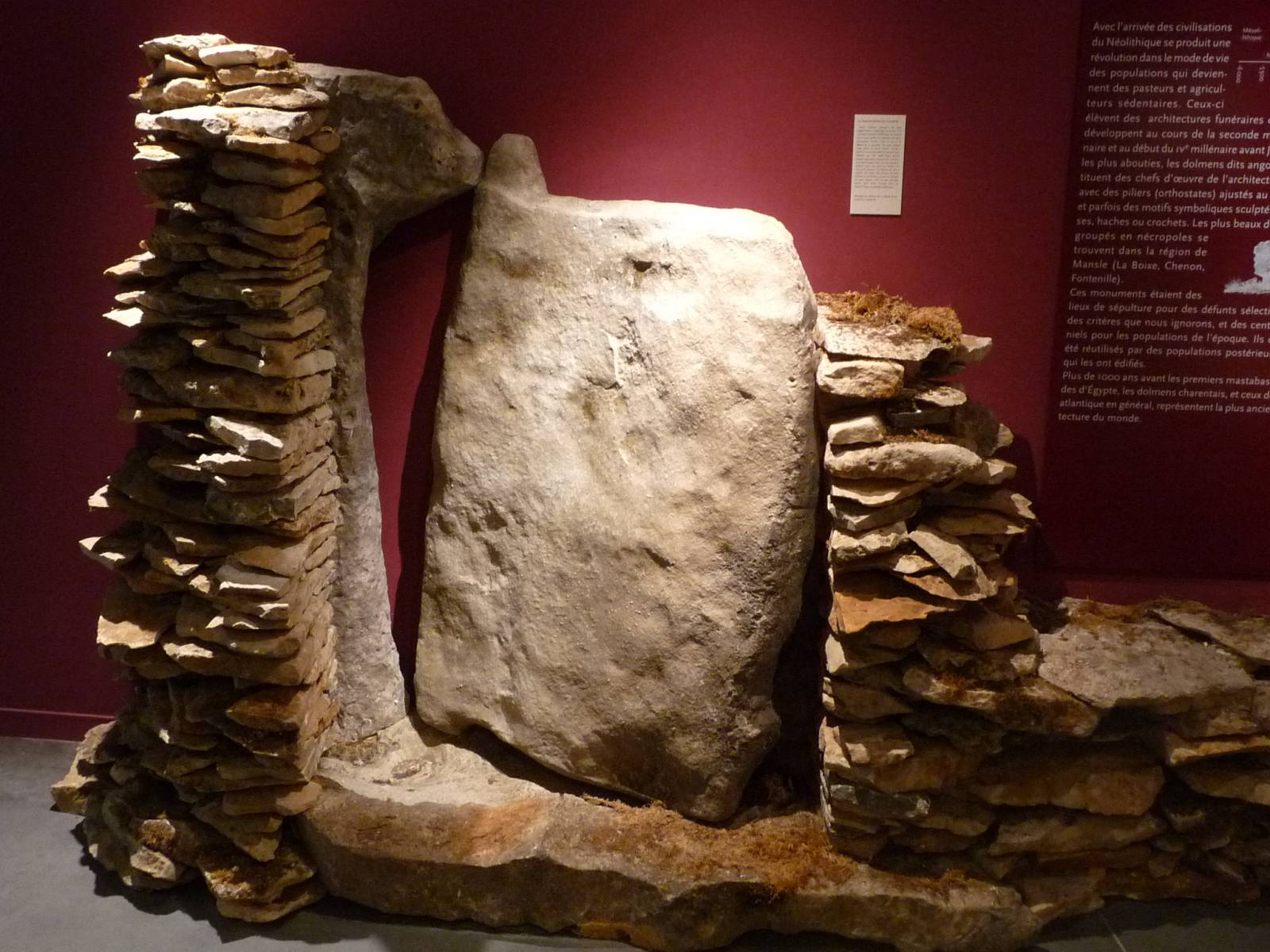
Verschlussstein der Grabkammer im Tumulus Jacquille bei Fontenille
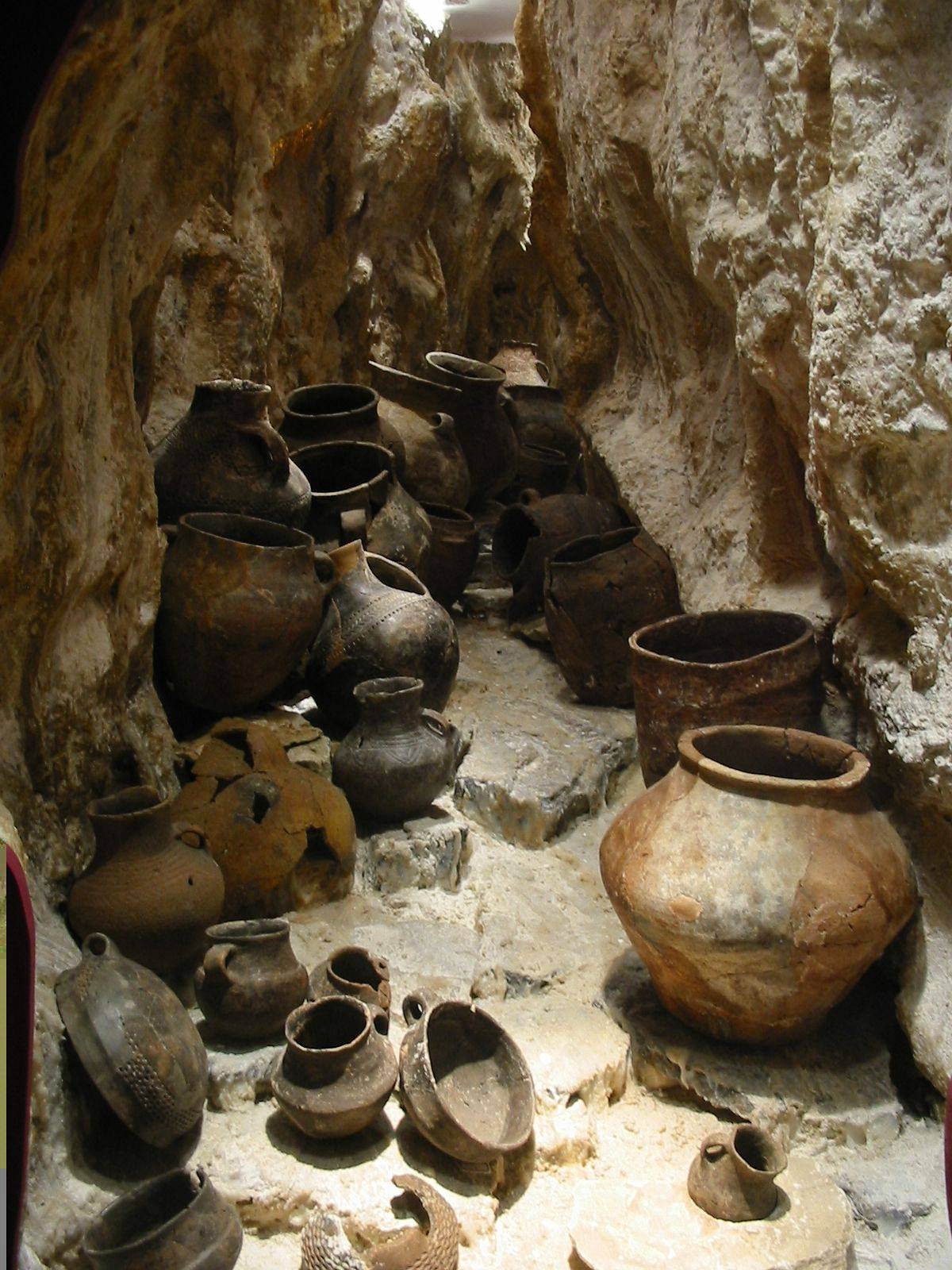
Grab bei La Rochette
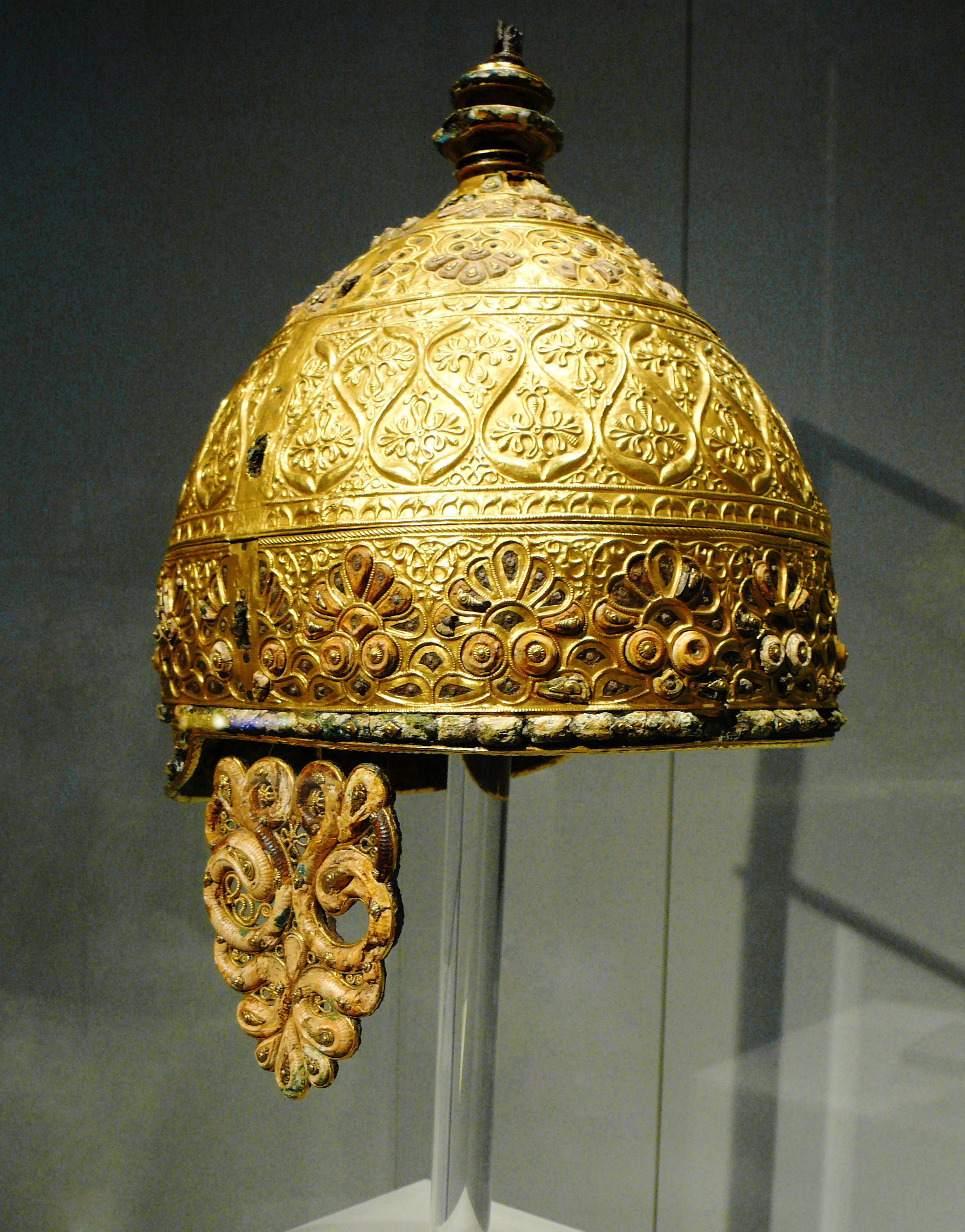
Keltischer Prunkhelm (Agris)
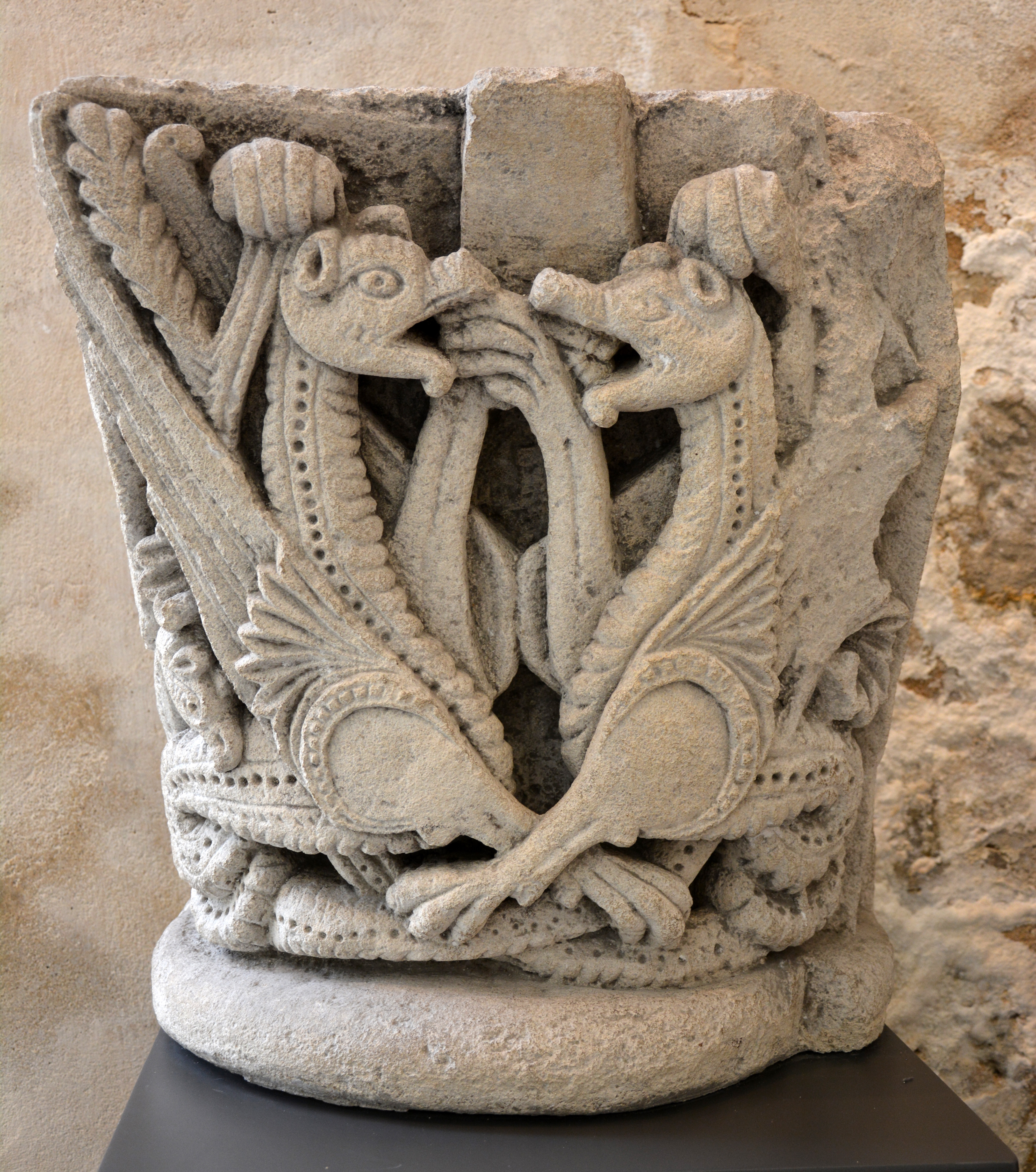
Kapitell mit zwei Lindwürmern (Abtei Saint-Cybard)
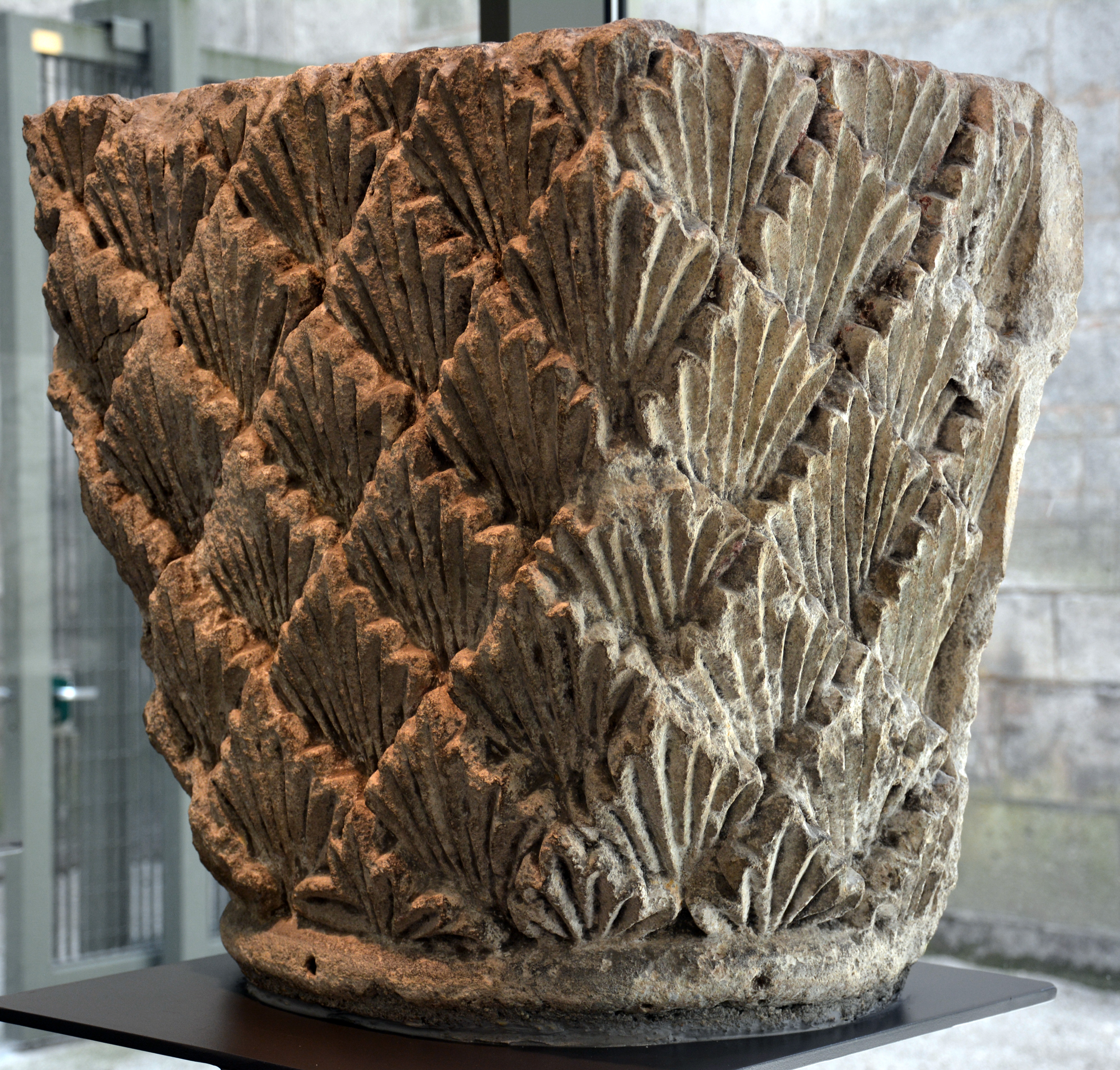
Blattkapitell (Abtei Beaulieu)

1. Obergeschoss
Das Obergeschoss ist der im Jahr 1934 gestifteten und alle Kontinente umfassenden ethnographischen Sammlung des Arztes Jules Lhomme gewidmet.
2. Obergeschoss
Wichtigste Exponate sind die Gemälde von Louis-Edouard May (1807–1881), Léonard Jarraud (1848–1926) und Henry Daras (1850–1928) mit ihren eher ländlich-provinziellen Themen.

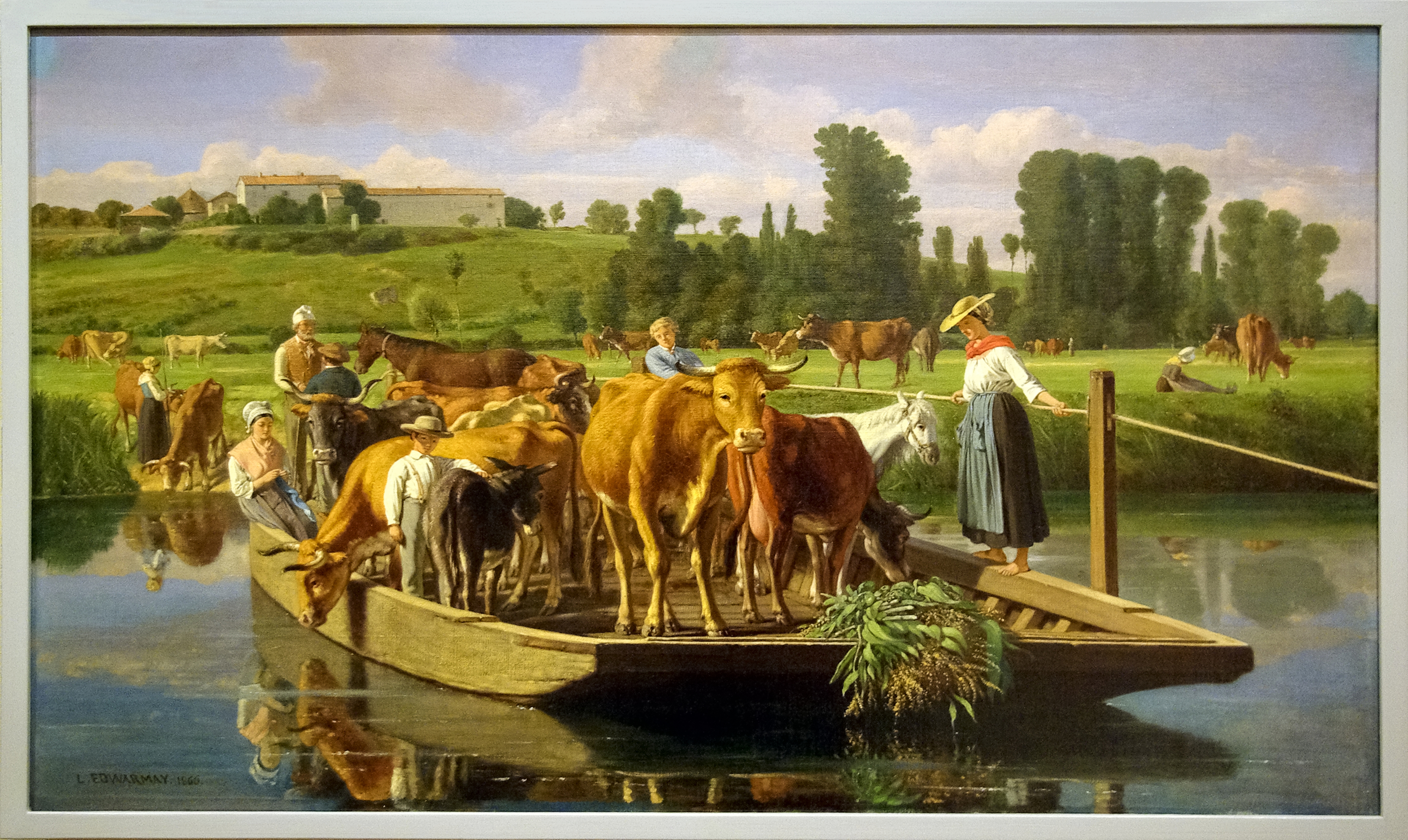
Louis-Edouard May: Fähre bei Roffit
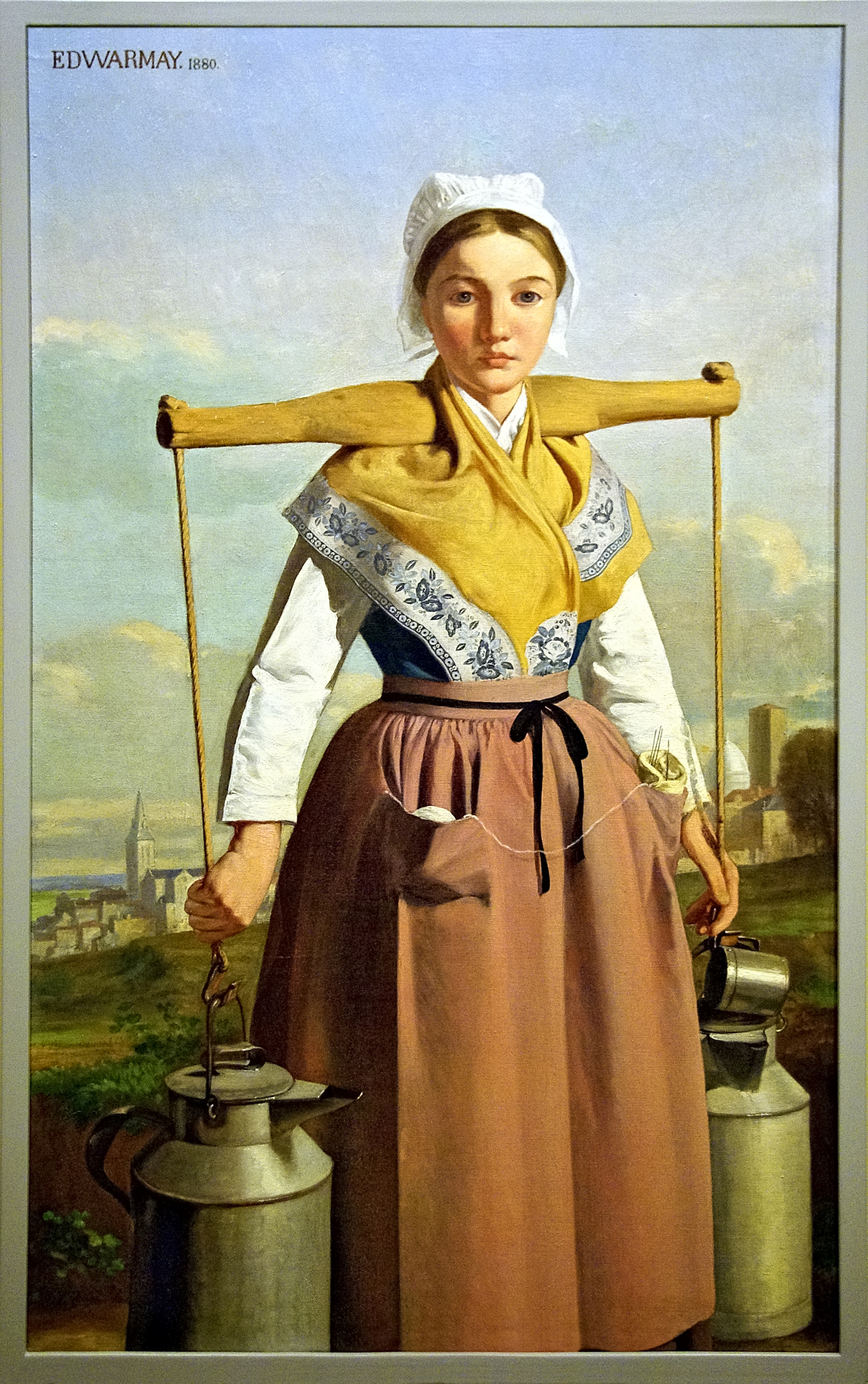
Louis-Edouard May: Milchmädchen
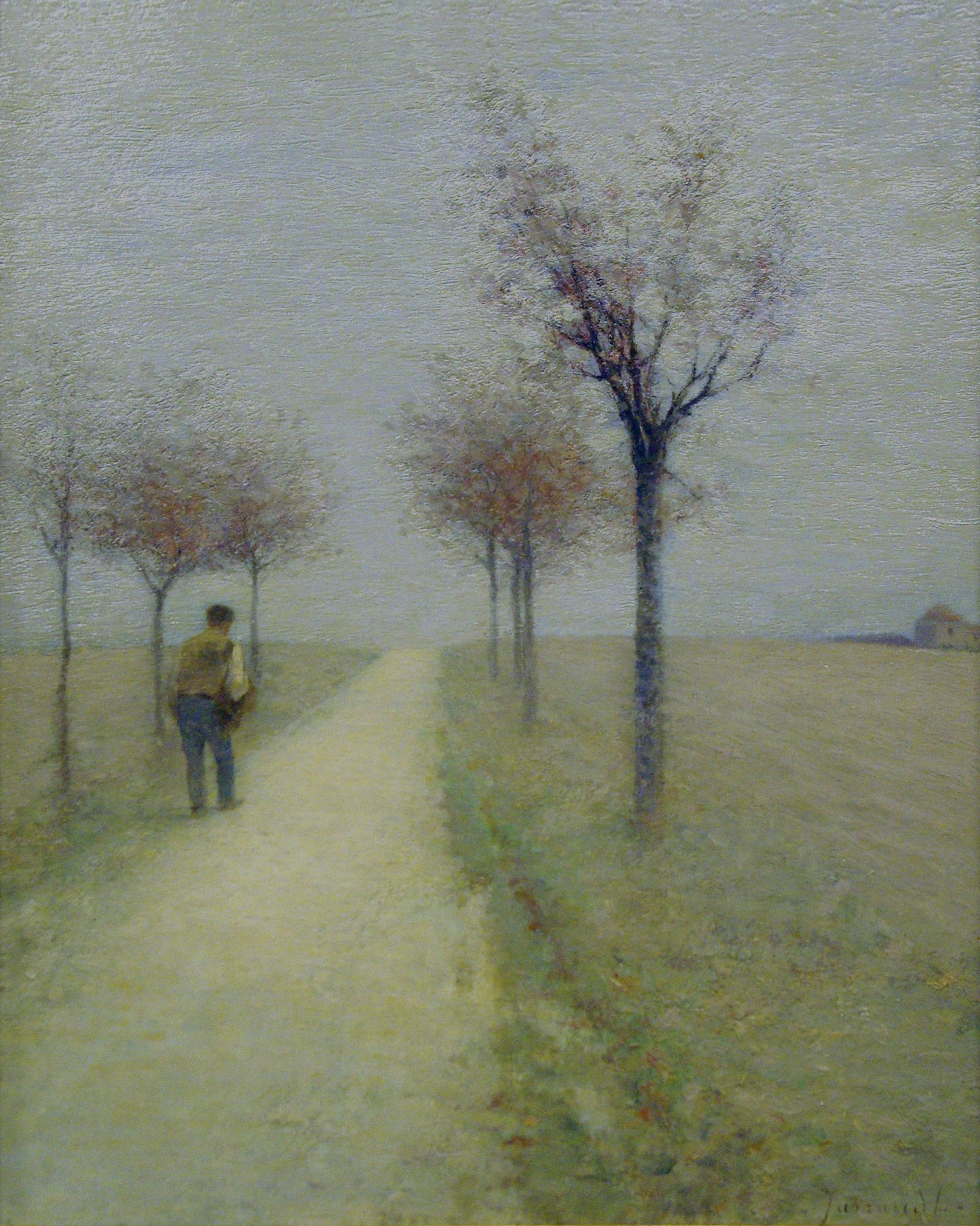
Léonard Jarraud: Der Weg
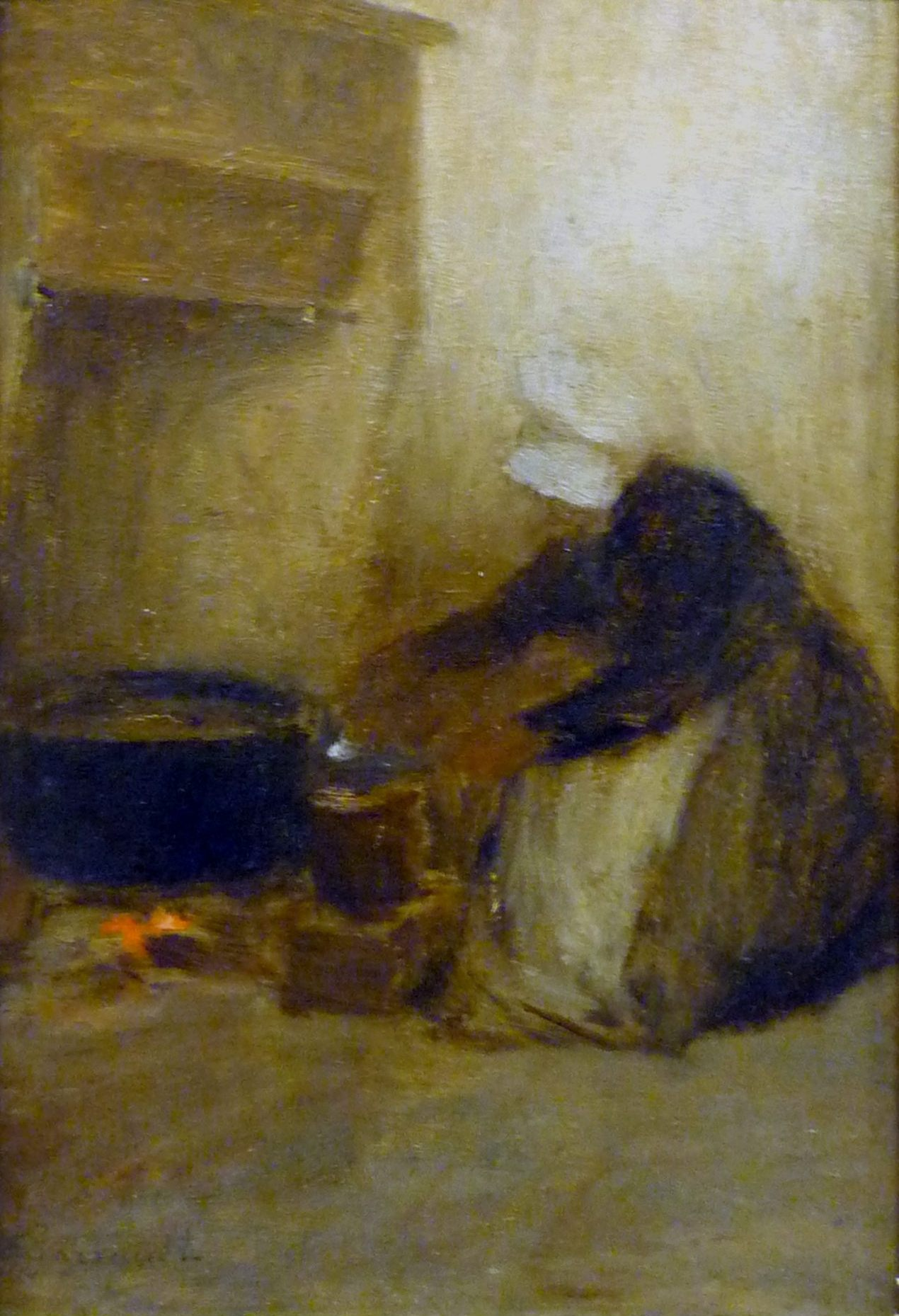
Léonard Jarraud: Le Pot-au-feu
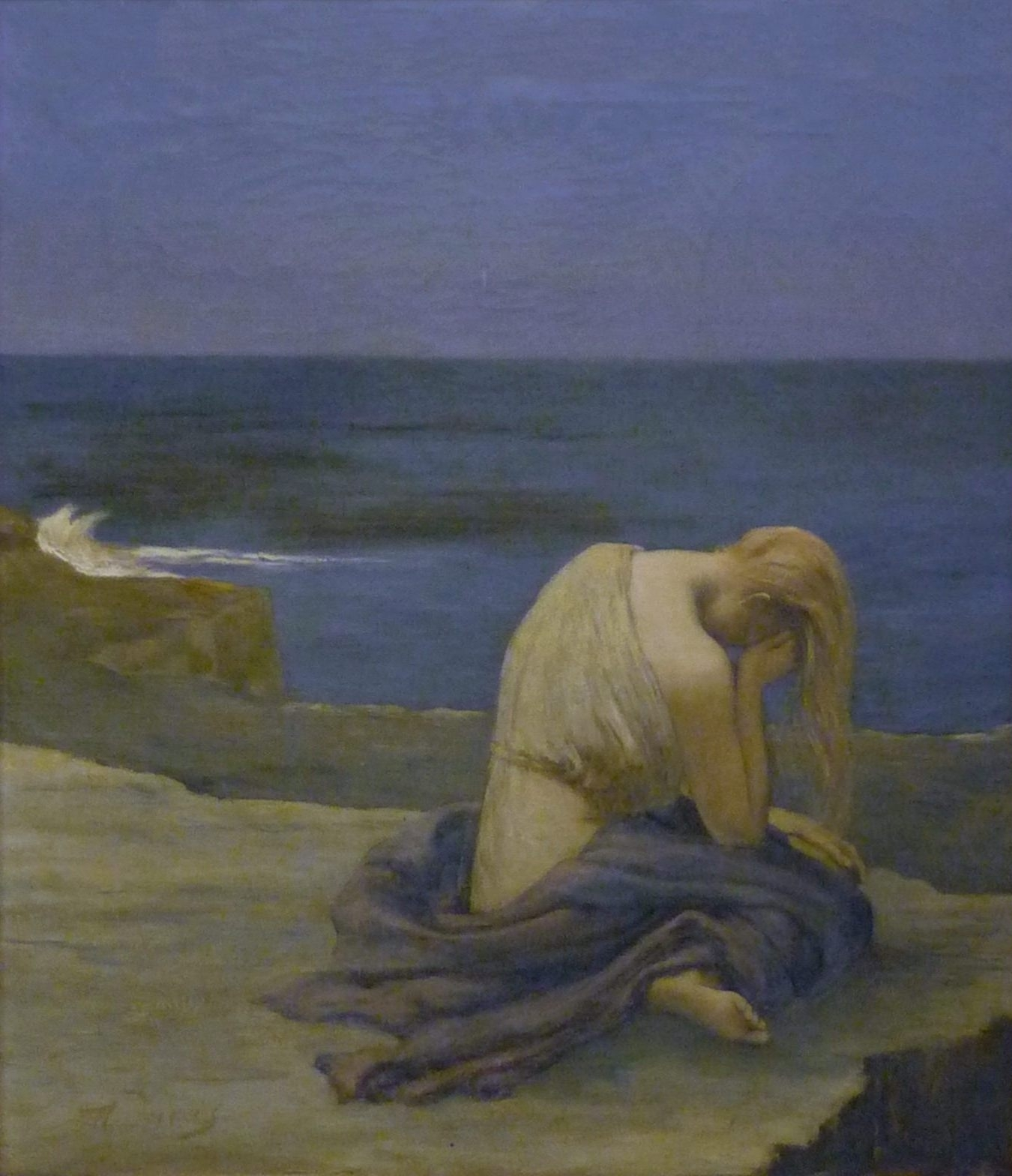
Henry Daras: Weinende Frau am Meer